# Копально
Копально — село в Пермском крае России. Входит в Чусовской городской округ.

## Географическое положение
Село расположено в центральной части округа на правом берегу реки Чусовая на расстоянии примерно 16 километров на запад по прямой от города Чусовой.

## Климат
Климат умеренно континентальный. Среднегодовая температура воздуха колеблется около 0 градусов, среднемесячная температура января — −16 °C, июля — +17 °C, заморозки отмечаются в мае и сентябре. Высота снежного покрова достигает 80 см. Продолжительность залегания снежного покрова 170 дней. Продолжительность вегетационного периода 118 дней. В течение года выпадает 500—700 мм осадков.

## История
Известно с 1647 года как деревня Копалина. Стало селом после постройки Покровской деревянной церкви в 1877 году. Долгое время село было центром сельсовета (1924—2006). В начале 2000-х годов в селе имелось: средняя школа и детский дом-сад, ветлечебница, фельдшерско-акушерский пункт, библиотека и филиал Верхнекалинского дома культуры. 
С 2004 до 2019 гг. село входило в состав ныне упразднённого Верхнекалинского сельского поселения Чусовского муниципального района.

## Население
Постоянное население составляло 448 человек в 2002 году (93 % русские), 400 человек в 2010 году.